# Zignoëlla collabens
Zignoëlla collabens är en svampart som först beskrevs av Curr., och fick sitt nu gällande namn av Pier Andrea Saccardo 1883. Zignoëlla collabens ingår i släktet Zignoëlla och familjen Chaetosphaeriaceae.   Inga underarter finns listade i Catalogue of Life.